# Remonstrantse kerk (Waddinxveen)
De Remonstrantse kerk is een kerk aan de Zuidkade 59 in de Nederlandse gemeente Waddinxveen. De kerk is gebouwd in 1835. Het kerkgebouw en het orgel zijn in 1973 als rijksmonument geplaatst op de monumentenlijst. Het is het oudste monument in Waddinxveen.

## Gebouw
Het gebouw van de Remonstrantse Gemeente aan de Zuidkade in Waddinxveen is gesticht in 1834. De eerste steen is gelegd in 1835 door de toen 9-jarige Frans Jacob Alexander van Vollenhove (1825-1869). De kerk is in 1836 ingewijd door ds. Gerard Brandt Maas (1787-1847).
De kerk is oorspronkelijk ver buiten het dorp gebouwd als schuilkerk en is van buiten niet als zodanig herkenbaar. Bij dit gebouw moesten de historische leilinden de kerk aan het oog onttrekken. Inmiddels staat het gebouw aan de rand van een woonwijk in Waddinxveen.
De kerk heeft een mooi oorspronkelijk interieur. Het interieur is opgetrokken in typische empirestijl. De orgelgalerij wordt gedragen door twee pilaren. De galerij en de pilaren zijn gemarmerd. De uit Frans eiken bestaande preekstoel dateert uit circa 1780. De preekstoel komt uit de Remonstrantse kerk aan de Dorpstraat, die begin 1800 wegens bouwvalligheid werd gesloopt, en is daarmee ouder dan het huidige gebouw. De naast de preekstoel hangende bordjes zijn uit 1764 en hebben te maken met de toenmalige liturgie. Het doopvont dateert uit 1849. De elektrische lichtkroon en wandornamenten zijn van latere datum en behoren tot de Jugendstil.
In 1987 is het gebouw gerestaureerd.

## Orgel

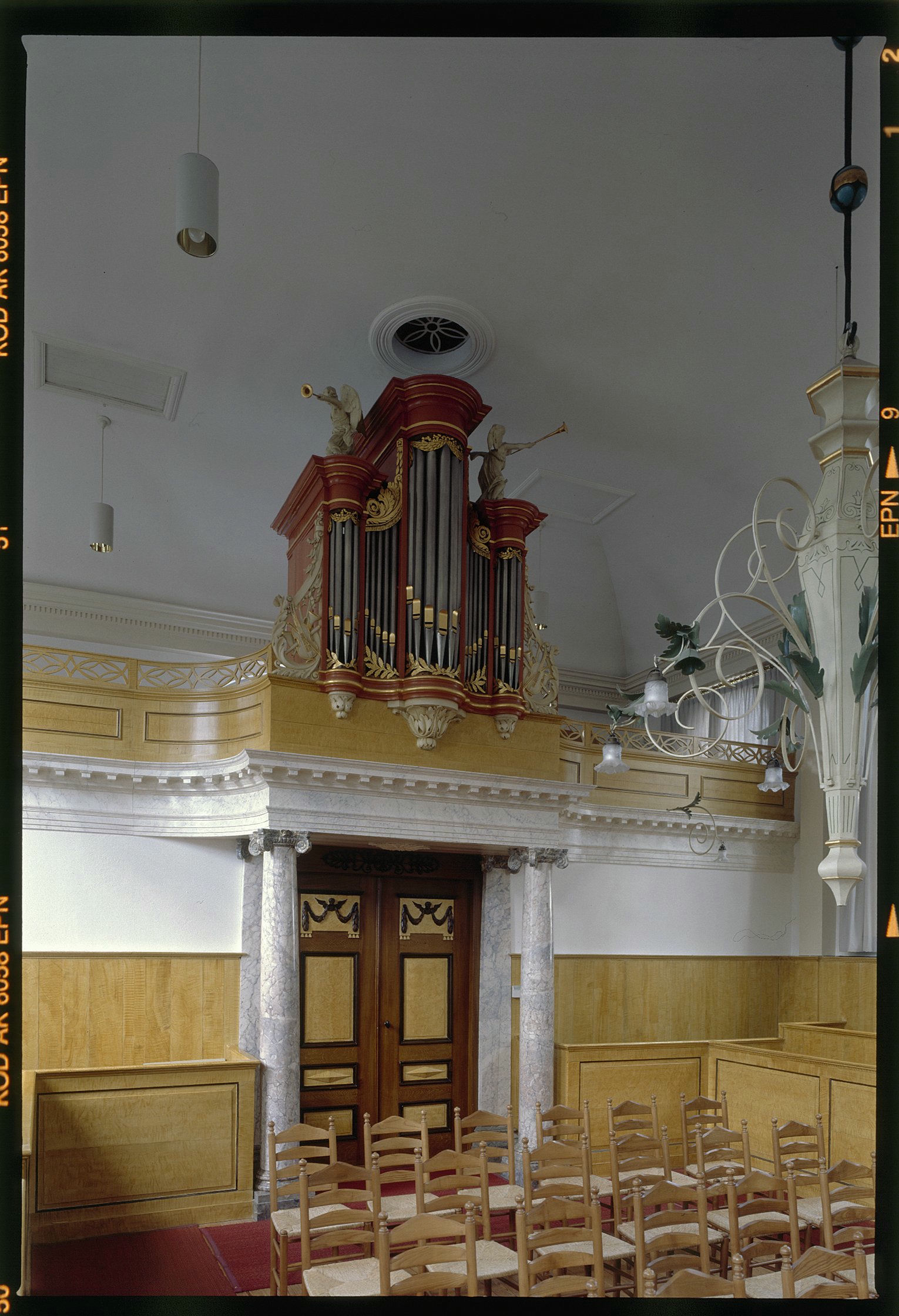
Orgel

Het karakteristieke orgel vormt met de kerk een ensemble dat als rijksmonument is geregistreerd.
Het orgel is gebouwd in 1825 door de Goudse orgelbouwers B.J. Gabry en J.F. In der Mauer. Hun namen en het bouwjaar zijn in de windlade vereeuwigd. Het orgel bevat één manuaalklavier met acht stemmen, en een aangehangen pedaalklavier.
Dispositie van het orgel: Manuaal Bourdon 16' (bascant) Prestant 8' (discant) Holpijp 8' Octaaf 4' Fluit 4' Quint 3' Octaaf 2" Sesquiatera. Pedaal: aangehangen.
Het orgel is in 1835 uit het oude kerkgebouw aan de Dorpstraat in Waddinxveen overgebracht naar de huidige locatie aan de Zuidkade. Het orgel is diverse keren gereviseerd met wisselend resultaat. Zo zijn de technische wijzigingen uit omstreeks 1900 op weinig elegante wijze uitgevoerd, maar functioneren naar behoren. De klankgeving (intonatie) is bij de restauratie in 1987 uiterst behoedzaam hersteld, zodat het klankbeeld als grotendeels authentiek kan worden omschreven. Ondanks de diverse restauraties en wijzigingen is het orgel grotendeels gaaf bewaard gebleven en daardoor een van de zeldzame voorbeelden van de door In der Maur en Gabry gebouwde kerkorgels. Oorspronkelijk was het orgel wit geschilderd. Bij de restauratie in 1987 is de basiskleur geel-rood geworden.
Het orgel wordt gesierd door twee engelen met bazuinen. Deze engelen zouden een Davidfiguur in het midden hebben moeten flankeren. De Davidfiguur is echter nooit geplaatst omdat de kap van het gebouw te laag ontworpen was. Het orgel is in 2012 gerestaureerd.

## Voorgeschiedenis
In Waddinxveen werd de eerste remonstrantse dienst in 1624 gehouden in een schuilhut. Later
werden de diensten gehouden in de eerste hiervoor ingerichte huiskerk aan de Gouwekade.
In 1662 werd door de remonstrantse gemeenschap een stenen kerk aan de Dorpstraat in gebruik genomen.
Deze kerk is 152 jaar in gebruik geweest en in 1814 vervangen door een ander gebouw.
Dat gebouw heeft het slechts 14 jaar uitgehouden. Met een lening van ƒ 2600,- is nog tevergeefs geprobeerd
om het gebouw te redden, maar het gebouw was in dusdanig slechte staat dat sloop onvermijdelijk was en dat er naar vervanging moest worden uitgekeken.
Op 20 april 1835 werd de koopacte ad ƒ 300,- voor de grond voor het huidige gebouw getekend.
Om de bouw van het inmiddels vierde kerkgebouw te bekostigen, werd een lening van ƒ 5000,- afgesloten.
De preekstoel en het orgel waren afkomstig uit de vorige gebouwen.

## Eigendom en beheer
De kerk eigendom van de bijna 400-jarige Remonstrantse Gemeente Waddinxveen en wordt beheerd door de Stichting Behoud Monument Remonstrants Kerkgebouw. De Remonstrantse gemeente houdt er zondags haar diensten. De kerk is jaarlijks geopend op Open Monumentendag en is te huur voor sociaal culturele activiteiten.